# GP BOY
『GP BOY』（グランプリ ボーイ）は、原作：赤井邦彦、作画：鬼窪浩久による日本の漫画作品。『週刊少年ジャンプ』（集英社）にて、1990年に連載された。単行本は全2巻。

## 概要・ストーリー
1990年に『週刊少年ジャンプ』がF1チームのマクラーレンとスポンサー契約を結び、マシンのノーズ部に「ジャンプ」のロゴが貼られることとなった。これを記念して制作された作品で、マクラーレン傘下のF3チームに抜擢された日本人レーサーの活躍を描く。
作中には当時のマクラーレンのエースドライバーだったアイルトン・セナも実名で登場する。